# Bodökobben
Bodökobben är en ö i Finland. Den ligger i Finska viken och i kommunen Esbo i den ekonomiska regionen  Helsingfors i landskapet Nyland, i den södra delen av landet. Ön ligger omkring 13 kilometer sydväst om Helsingfors.
Öns area är 1,1 hektar och dess största längd är 130 meter i sydväst-nordöstlig riktning. Närmaste större samhälle är Helsingfors, 12,4 km nordost om Bodökobben.